# أنطوان كرم (سياسي لبناني)
أنطوان كرم أو طوني كرم (مواليد 1956) هو سياسي لبناني ماروني شغل منصب وزير البيئة في حكومة فؤاد السنيورة الثانية عن حزب القوات اللبنانية.

## النشأة والدراسة
ولد في الحدث في عام 1956. وهو حاصل على شهادة في الطب من جامعة القديس يوسف في عام 1985.
وهو عضو في القوات اللبنانية بقيادة سمير جعجع منذ إنشائها. كما أنه عضو في اللجنة التنفيذية للحزب.

## في السياسة
عين وزيرا للبيئة في حكومة الرئيس فؤاد السنيورة في 11 يوليو 2008. وكان جزءا من تحالف 14 مارس في مجلس الوزراء. انتهت فترة ولايته في نوفمبر تشرين الثاني عام 2009، وحل محله محمد ناجي رحال في نفس المنصب.

## الحياة العائلية
متزوج من دانيال مطر ولهما ولدان.